# ボツワナの国旗
ボツワナの国旗（ボツワナのこっき）は、独立に伴い1966年9月30日に制定されたボツワナの国旗。
水色は水、特に雨を表す。この雨はボツワナの国章にあるツワナ語のモットー「プラ（Pula）」＝「雨よ降れ」から来ている。白と黒の線は人種の融合と国章にもあるシマウマを示す。

国旗のデザイン

大統領旗。中央の紋章は国章
空軍旗

## 歴史

?ステラランドの旗（1883年傾）
?ステラランドの旗（1883年傾）
?ベチュアナランド時代の旗

## 類似の意匠

エストニアの国旗